# 中部講堂
中部講堂（なかべこうどう）は、水産関係の実業家である中部謙吉の寄付により建てられた東京水産大学（現東京海洋大学）、長崎大学および水産大学校にある講堂の名称。長崎大学のそれ以外は近年老朽化が問題となっている。

## 東京海洋大学
- 東京海洋大学ーその前身である東京水産大学における入学式や卒業式などの式典に使用された。老朽化と学生の増加にともない現在は東京海洋大学は江東公会堂（ティアラこうとう）又はメルパルク東京で入学式・卒業式を行っている。
- 1993年から1994年の大学講義棟の改修の際には、大学の大講義室の代替として使用された。
- 2005年にテレビ朝日系列で放送されているタモリ倶楽部でストーブの販売宣伝に使われたことがある。その際、タモリは購入しなかった。

## 長崎大学

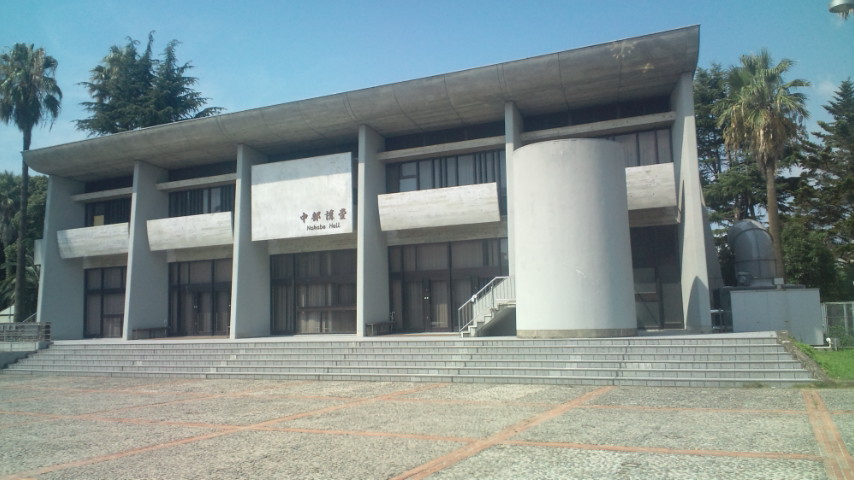
中部講堂（長崎大学 文教キャンパス）

- 長崎大学における特別講演などの式典や新歓祭などの学内のイベント時に使用される。
- かつては入学式や卒業式時にも使用されていたが、学生の増加に伴い収容しきれなくなったため、現在入学式・卒業式は長崎ブリックホールで行われている。

## 水産大学校
- 入学式や卒業式が行われるほか、一部の部活において屋内練習場として用いられている。